# 世界ルーツ探検隊
『世界ルーツ探検隊』（せかいるーつたんけんたい）は、テレビ朝日系列で2017年5月1日から8月21日まで放送されていた教養バラエティ番組である。放送時間は月曜19:00 - 20:00（JST）。

## 概要
日常生活にある身近なモノのルーツを探るため、「ルーツ探検隊」が世界各国を訪問しそのモノのルーツに迫る知的エンターテインメント番組。探検隊には番組が発足した「ルーツ委員会」から旅のしおりが渡され、それを元に各国を訪問してその国のルーツについて調査する。司会はKAT-TUNの中丸雄一とオードリーの若林正恭が務めていた。
中丸にとってはゴールデンタイムのバラエティ番組初司会である。番組の放送決定が発表された2017年2月14日に中丸は、新番組の番宣のためテレビ朝日の1日電波ジャックを行い、同局の『グッド!モーニング』、『羽鳥慎一モーニングショー』、『ワイド!スクランブル・第2部』、『林修の今でしょ!講座』、『中居正広のミになる図書館』にゲスト出演した。また翌15日0:50 - 1:20（14日深夜）に『緊急生放送!中丸雄一SP』が放送され、KAT-TUNのメンバーである亀梨和也と上田竜也に『世界ルーツ探検隊』の司会就任を報告したり、ジャニーズ事務所の先輩である相葉雅紀から司会のアドバイスを受けたりするシーンが放送された。なお番組内で、司会に中丸が抜擢された理由は、リーズナブルな中丸を起用することで海外ロケが多い本番組の制作費を抑えるため、と編成局長からの直筆の手紙で明かされた。
レギュラー放送開始前の2017年3月17日（金曜） 23:15 - 翌0:15 にパイロット版が放送された。
番組は、19:54 - 20:00枠（事前のプレ番組、一部地域を除く）が廃止され、通常編成時には20:00まで放送（6分拡大）に変更（改編後初回は20:54までの2時間SP）。
視聴率は番組開始から低迷し、裏番組の『有吉ゼミ』（日本テレビ）・『ネプリーグ』（フジテレビ）に押されたため、同年8月21日放送分（第8回）をもって終了。放送期間中、20時台の『中居正広のミになる図書館』や21時台の『クイズプレゼンバラエティー Qさま!!』拡大版の放送によってたびたび休止させられており、特に7月中には1回も放送されなかった。なお、同年10月16日からは後番組として『天才キッズ全員集合〜君ならデキる!!〜』が放送開始され（それまでは『中居正広の身になる図書館』や『Qさま』拡大版などの放送で繋いだ）、同番組で引き続き中丸が司会を務めていたが、こちらも2018年2月5日の放送をもって打ち切り終了となってしまった。また、若林は10月2日より「ネオバラエティ・月曜日」枠にて『激レアさんを連れてきた。』がスタートし、同番組で司会を務めている。

## 出演者
- 司会：中丸雄一（KAT-TUN）、若林正恭（オードリー）
- ルーツ探検隊：主に旬のタレントやお笑い芸人、アイドル、俳優らが務める[2]。

## 放送リスト

### パイロット版
| パイロット版  | パイロット版 | パイロット版             | パイロット版         | パイロット版                     | パイロット版               |
| 放送日        | テーマ       | ルーツ先生               | ルーツ探検隊         | スタジオゲスト                   | 備考                       |
| ------------- | ------------ | ------------------------ | -------------------- | -------------------------------- | -------------------------- |
| 2017年3月17日 | 鉛筆         | 本郷和人（東京大学教授） | 澤山裕仁（なんぶ桜） | キムラ緑子 中村橋之助 ホラン千秋 | 金曜23:15 - 翌0:15に放送。 |

### レギュラー版
| 2017年 | 2017年  | 2017年                                  | 2017年                       | 2017年                                                | 2017年                                                    | 2017年                                                                                            | 2017年                        |
| 回     | 放送日  | テーマ                                  | ルーツツアー                 | ルーツ先生                                            | ルーツ探検隊                                              | スタジオゲスト                                                                                    | 備考                          |
| ------ | ------- | --------------------------------------- | ---------------------------- | ----------------------------------------------------- | --------------------------------------------------------- | ------------------------------------------------------------------------------------------------- | ----------------------------- |
| 1      | 5月1日  | お風呂 メガネ                           | イタリアローマ               | 磯田道史 本郷和人（東京大学教授）                     | 上田浩二郎（Hi-Hi） 桐山照史（ジャニーズWEST） グローバー | 伊集院光 いとうせいこう 小籔千豊 志田未来 高嶋政伸 松岡茉優                                       | 初回2時間SP （19:00 - 20:54） |
| 2      | 5月15日 | 写真                                    | 南アフリカ                   | 本郷和人（東京大学教授）                              | サンシャイン池崎 宮﨑香蓮                                 | 皆藤愛子 名取裕子 三宅裕司                                                                        | 6分縮小 （19:00 - 19:54）     |
| 3      | 5月22日 | ハンバーガー チーズケーキ               | アメリカ 南アフリカ ギリシャ | 本郷和人（東京大学教授） 森田健司（大阪学院大学教授） | サンシャイン池崎 もえのあずき 小島よしお                  | 伊集院光 志田未来 高嶋政伸 高橋英樹 壇蜜 ビビる大木                                               | 6分縮小 （19:00 - 19:54）     |
| 4      | 6月5日  | 時計 飛行機                             | イタリア                     | 本郷和人（東京大学教授）                              | 上田浩二郎（Hi-Hi） 春風亭昇吉 もえのあずき               | 伊集院光 井ノ原快彦（20th Century） 亀梨和也（KAT-TUN） カンニング竹山 中村芝翫 羽田美智子 堀田茜 | 2時間SP （19:00 - 20:54）     |
| 5      | 6月19日 | ワッフル                                | ベルギー 日本                | 本郷和人（東京大学教授）                              | 三宅智子 もえのあずき                                     | -                                                                                                 | 6分縮小 （19:00 - 19:54）     |
| 6      | 6月26日 | パエリア ステーキ バウムクーヘン カツ丼 | スペイン アメリカ ドイツ     | 本郷和人（東京大学教授）                              | もえのあずき 桝渕祥与 田浦有夏 三宅智子                   | 斎藤司（トレンディエンジェル） 高島彩 向井理                                                      | 2時間SP （19:00 - 20:54）     |
| 7      | 8月7日  | シャンパン モンブラン                   | フランス スイス              | 本郷和人（東京大学教授）                              | 多岐川裕美 華子                                           | 泉里香 市川猿之助 宇治原史規（ロザン）                                                            | 6分縮小 （19:00 - 19:54）     |
| 8      | 8月21日 | 石鹸 冷凍食品                           | アメリカ トルコ カナダ       | -                                                     | 澤山裕仁（なんぶ桜）                                      | 伊集院光 岡副麻希                                                                                 | 6分縮小 （19:00 - 19:54）     |

## ネット局
| 放送対象地域   | 放送局                   | 系列           | 放送時間           | ネット状況                   |
| -------------- | ------------------------ | -------------- | ------------------ | ---------------------------- |
| 関東広域圏     | テレビ朝日（EX）         | テレビ朝日系列 | 月曜 19:00 - 20:00 | 制作局                       |
| 北海道         | 北海道テレビ（HTB）      | テレビ朝日系列 | 月曜 19:00 - 19:54 | 同時ネット （19:54飛び降り） |
| 青森県         | 青森朝日放送（ABA）      | テレビ朝日系列 | 月曜 19:00 - 19:54 | 同時ネット （19:54飛び降り） |
| 岩手県         | 岩手朝日テレビ（IAT）    | テレビ朝日系列 | 月曜 19:00 - 19:54 | 同時ネット （19:54飛び降り） |
| 宮城県         | 東日本放送（KHB）        | テレビ朝日系列 | 月曜 19:00 - 19:54 | 同時ネット （19:54飛び降り） |
| 秋田県         | 秋田朝日放送（AAB）      | テレビ朝日系列 | 月曜 19:00 - 19:54 | 同時ネット （19:54飛び降り） |
| 山形県         | 山形テレビ（YTS）        | テレビ朝日系列 | 月曜 19:00 - 19:54 | 同時ネット （19:54飛び降り） |
| 福島県         | 福島放送（KFB）          | テレビ朝日系列 | 月曜 19:00 - 19:54 | 同時ネット （19:54飛び降り） |
| 長野県         | 長野朝日放送（abn）      | テレビ朝日系列 | 月曜 19:00 - 19:54 | 同時ネット （19:54飛び降り） |
| 新潟県         | 新潟テレビ21（UX）       | テレビ朝日系列 | 月曜 19:00 - 19:54 | 同時ネット （19:54飛び降り） |
| 静岡県         | 静岡朝日テレビ（SATV）   | テレビ朝日系列 | 月曜 19:00 - 19:54 | 同時ネット （19:54飛び降り） |
| 石川県         | 北陸朝日放送（HAB）      | テレビ朝日系列 | 月曜 19:00 - 19:54 | 同時ネット （19:54飛び降り） |
| 中京広域圏     | メ〜テレ（NBN）          | テレビ朝日系列 | 月曜 19:00 - 19:54 | 同時ネット （19:54飛び降り） |
| 近畿広域圏     | 朝日放送（ABC）          | テレビ朝日系列 | 月曜 19:00 - 19:54 | 同時ネット （19:54飛び降り） |
| 広島県         | 広島ホームテレビ（HOME） | テレビ朝日系列 | 月曜 19:00 - 19:54 | 同時ネット （19:54飛び降り） |
| 山口県         | 山口朝日放送（yab）      | テレビ朝日系列 | 月曜 19:00 - 19:54 | 同時ネット （19:54飛び降り） |
| 香川県・岡山県 | 瀬戸内海放送（KSB）      | テレビ朝日系列 | 月曜 19:00 - 19:54 | 同時ネット （19:54飛び降り） |
| 愛媛県         | 愛媛朝日テレビ（eat）    | テレビ朝日系列 | 月曜 19:00 - 19:54 | 同時ネット （19:54飛び降り） |
| 福岡県         | 九州朝日放送（KBC）      | テレビ朝日系列 | 月曜 19:00 - 19:54 | 同時ネット （19:54飛び降り） |
| 長崎県         | 長崎文化放送（ncc）      | テレビ朝日系列 | 月曜 19:00 - 19:54 | 同時ネット （19:54飛び降り） |
| 熊本県         | 熊本朝日放送（KAB）      | テレビ朝日系列 | 月曜 19:00 - 19:54 | 同時ネット （19:54飛び降り） |
| 大分県         | 大分朝日放送（OAB）      | テレビ朝日系列 | 月曜 19:00 - 19:54 | 同時ネット （19:54飛び降り） |
| 鹿児島県       | 鹿児島放送（KKB）        | テレビ朝日系列 | 月曜 19:00 - 19:54 | 同時ネット （19:54飛び降り） |
| 沖縄県         | 琉球朝日放送（QAB）      | テレビ朝日系列 | 月曜 19:00 - 19:54 | 同時ネット （19:54飛び降り） |

- 通常時は全ネット局で同時ネットではあったが、あくまでローカルセールス枠であったことから、一部ネット局では日によっては自主編成のため、臨時非ネットまたは他日振替となる場合があった（スペシャル放送時は20:00飛び乗りネットとすることがあった）。制作局における通常編成時の放送終了時刻は20:00であるが、20:54までの2時間SPもしくは19:54までの6分短縮版での放送実績しかなかった。

## スタッフ

### レギュラー版
- ナレーション：垂木勉、関智一
- 構成：樋口卓治、鈴木おさむ、清山智之、小杉四駆郎、渡邊勇穂、平和紘、石原大二郎
- TM：長谷川正和
- TD：平間隆啓、石渡剛
- CAM：石渡剛、栗林克夫、佐相誠
- 照明：江口義信
- 音声：猪俣晃、江尻和茂、林田群士
- VE：橋口司、菅原将、伊藤和博、平田壮之介
- 音響：田村智宏
- 美術プロデューサー：小山晃弘
- 美術進行：山本和記
- デザイン：濱野恭平
- CGデザイン：南治樹、矢木秀和
- 大道具：植村幸平
- 電飾：佐久間森
- 小道具：石井琢也
- 装飾：長野敦子
- 特効：釜田智志
- 衣裳：杉崎康夫
- メイク：川口カツラ
- ロケ技術協力：TSP、Mirai Pylvirenti、Leonardo Luttazzi
- EED：奈良直樹
- MA：赤津英彰
- 音効：矢部公英
- TK：高橋由佳
- 編成：田中真由子、西岡佐知子
- 宣伝：高橋夏子
- デスク：稲月彰子
- 事務所協力：ジャニーズ事務所
- 協力：東京オフラインセンター他
- 海外ロケコーディネーター：m&m mediaservices、Scheila Rasidgil、Alessandro Pandolfi、francesca Massa
- 海外ロケ進行：COLLABORATION
- 海外リサーチ：伊藤みやび
- 制作協力：トップシーン、ViViA
- 統括：奥川晃弘
- 制作スタッフ：ルベル瑠佳、高野裕基、小名大輝、岡本博正、井上穂菜美、山内唯、天野雄太、新開嘉見、芝本隼輔、金村千春、山野希、山崎可南
- アシスタントプロデューサー：菊地裕衣子、逆井かおり、前原知佳、山角沙織、出浦寿恵、野津彩乃
- ディレクター：辻智博、高木智和、三瓶翔士、荻原正雄、岡本健吾、足立原円香、守屋愛子、地曳範剛、今井伸弥、近藤賢一、林浩平、川跡友里、岸岡亮、稲村隆、勝村武史、真野雅史、新居稚也、立野明史
- チーフディレクター：木津優、秋永真吾（トップシーン）
- プロデューサー：船引貴史、米川宝、市岡まさひこ（トップシーン）、中澤慎吾（ViViA）、浅野克己（D-PORT、以前はディレクター）、石田直央（ドラゴンエンタテイメント）
- ゼネラルプロデューサー：樋口圭介
- 制作著作：tv asahi

#### 過去のスタッフ
- 編成：冨澤有人、北村麻美

### パイロット版
- ナレーション：関智一
- 構成：鈴木おさむ、樋口卓治、清山智之、小杉四駆郎、渡邊勇穂、平和紘、石原大二郎、安田聡太
- TM：長谷川正和
- TD：平間隆啓
- CAM：吉武佑祐
- 照明：江口義信
- 音声：江尻和茂
- VE：平田壮之介
- 音響：田村智宏
- 美術プロデューサー：小山晃弘
- デザイン：濱野恭平
- 美術進行：山本和記
- 大道具：植村幸平
- 電飾：佐久間森
- 小道具：石井琢也
- 装飾：長野敦子
- 特殊効果：釜田智志
- 衣裳：杉崎康夫
- 技術協力：ESPACIO
- EED：青田亨
- MA：宝月健
- 音効：矢部公英
- TK：高橋由佳
- 編成：冨澤有人、北村麻美
- 宣伝：高橋夏子
- デスク：稲月彰子
- 事務所協力：ジャニーズ事務所
- 協力：東京オフラインセンター
- 制作協力：トップシーン
- 統括：奥川晃弘
- 制作スタッフ：芝本隼輔、野田雄大、倉町裕平、小名大輝、天野雄太、福田真琴、横山美生
- アシスタントプロデューサー：菊地裕衣子、逆井かおり、前原知佳
- ディレクター：勝村武史、林浩平、今井伸弥、三瓶翔士、辻智博、高木智和、岡本健吾、荻原正雄
- チーフディレクター：木津優、秋永真吾（トップシーン）
- プロデューサー：船引貴史、米川宝、小泉哲朗（トップシーン）、市岡まさひこ（トップシーン）
- ゼネラルプロデューサー：樋口圭介
- 製作著作：テレビ朝日

## 備考
- 本番組の後に月曜20:00から『中居正広のミになる図書館』が放送されることになっており、中丸は所属事務所の先輩である中居正広にリレーでバトンを渡すことになっていた[4]。

## 参考
- ザ・テレビジョン（2017年2月24日号）